# Слива пенсильванська
Слива пенсильванська, вишня пенсильванська, черемховник пенсильванський, пенсильванська вишня (Prunus pensylvanica) — вид квіткових рослин із підродини мигдалевих (Amygdaloideae).

## Біоморфологічна характеристика
Це дерево чи кущ, 20–160 дм, без шипів. Гілочки зазвичай голі. Листки опадні; ніжка (7)9–20 мм, гола, дистально залозиста; пластина еліптична, видовжено-ланцетна чи ланцетна, (2.5)4.5–10(14) × 1.5–5 см, краї від зубчастих до городчасто-пилчастих, зубці тупі, залозисті, верхівка зазвичай загострена, іноді гостра (західні зразки), поверхні голі. Суцвіття — 2–5(8)-квіткові, зонтикоподібні пучки чи щитки. Квіти розпускаються після появи листя; чашолистки відігнуті, довгасті, 1.2–2.8 мм, краї цілі, поверхні голі; пелюстки білі, еліптичні, обернено-яйцюваті чи майже округлі, 4–7 мм. Кістянки яскраво-червоні, еліпсоїдні, 6–10 мм, голі; мезокарпій м'ясистий; кісточки еліпсоїдні, не сплющені. 2n = 16. Цвітіння: квітень–червень; плодоношення: липень–серпень.

## Поширення, екологія
Поширений у Сен-П'єр і Мікелон, Канаді та США: Альберта, Британська Колумбія, Колорадо, Коннектикут, Джорджія, Іллінойс, Індіана, Айова, Лабрадор, Мен, Манітоба, Мериленд, Массачусетс, Мічиган, Міннесота, Монтана, Нью-Брансвік, Нью-Гемпшир, Нью-Джерсі, Нью-Йорк, Ньюфаундленд, Північна Кароліна, Північна Дакота, Північно-Західна територія, Нова Шотландія, Огайо, Онтаріо, Пенсільванія, Острів Принца Едуарда, Квебек, Род-Айленд, Саскачеван, Південна Дакота, Теннессі, Вермонт, Вірджинія, Західна Вірджинія, Вісконсин, Вайомінг. Утворює зарості вздовж струмків і берегів озер, на вирубках, узбіччях доріг, гарищах, порушених місцях, кам'янистих схилах, урвищах, лісах; 0–2800 метрів.

## Використання
Тонкий кислий м'якуш плодів їдять сирими чи приготовленими. Плід занадто кислий. Гумку, яка виділяється зі стовбура, можна використовувати як жувальну гумку.
Настій кори використовували для лікування гарячки, бронхіту, кашлю та застуди, інфекцій та зараження крові. Відвар внутрішньої кори знайшов застосування при лікуванні ларингіту. Припарку з відвареної, подрібненої внутрішньої кори накладають на пуповину, що кровоточить. Настій внутрішньої кори використовували для промивання очей при хворих очах. В'яжучу кору кореня використовували для промивання старих ран і виразок. Відваром кореня лікували болі в шлунку. Плід часто використовується в домашніх умовах для приготування мікстур від кашлю.
Дерево має потужну кореневу систему, і іноді його садять для стабілізації ґрунту та стримування ерозії. Цей вид відіграє життєво важливу роль у відновленні лісів у своїх рідних місцях існування, діючи як дерево-піонер, доки його не затінять інші дерева. Часто з'являється на випалених місцях із насіння, яке розповсюджують птахи та ссавці. Хороша рослина для бджіл, яка дає нектар. Зовнішня кора використовується для прикраси кошиків. Він водонепроникний і стійкий до гниття.
З листя можна отримати зелений барвник. З плодів можна отримати барвник від темно-сірого до зеленого. Внутрішня кора використовувалася як терпкий фіксатор кольору при фарбуванні іншими рослинами.
Деревина легка, помірно м'яка, слабко-дрібнозерниста. Використовується для палива та може бути зібраний як джерело біомаси для волокна (імовірно для паперової целюлози тощо).

## Галерея

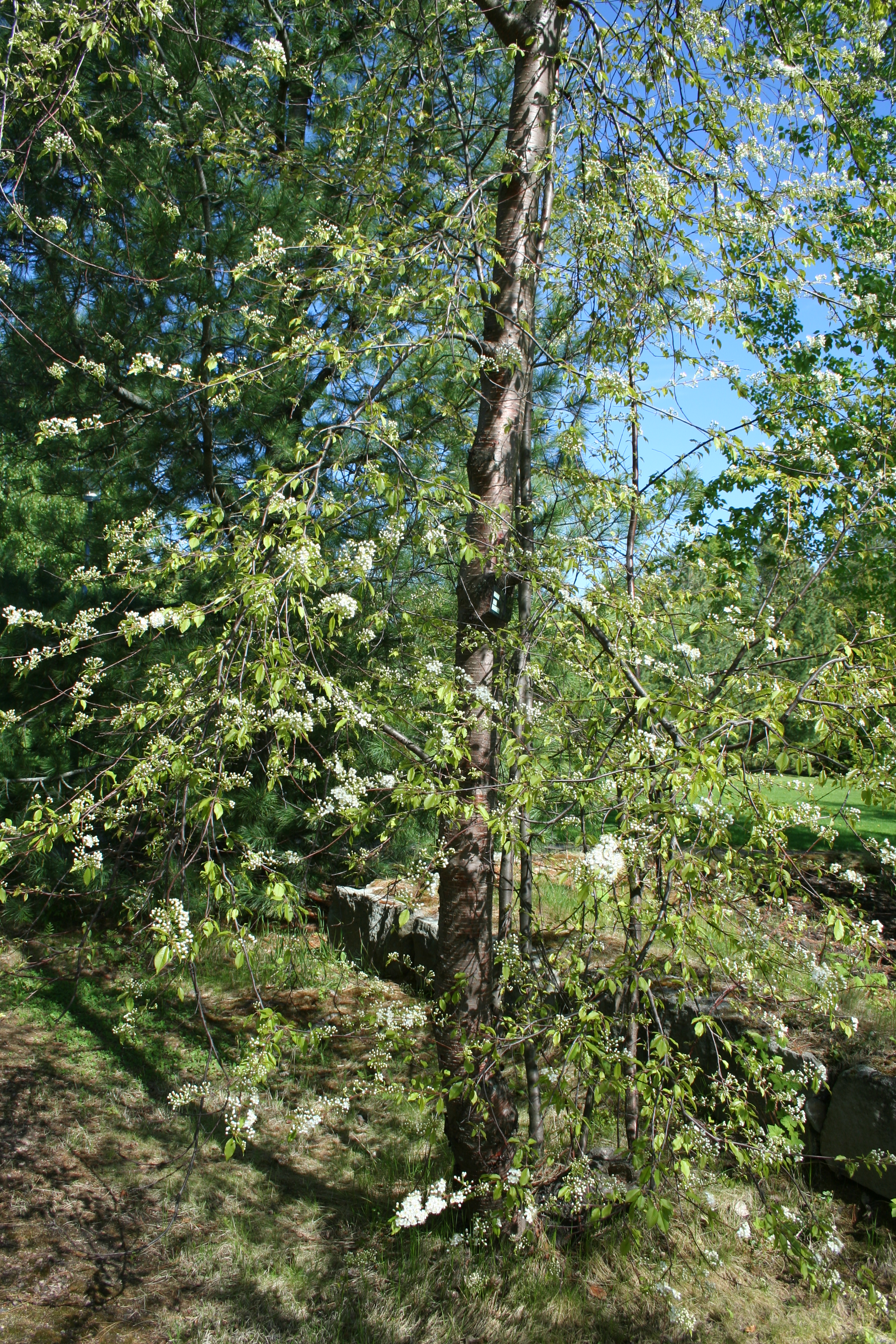
загальний вигляд
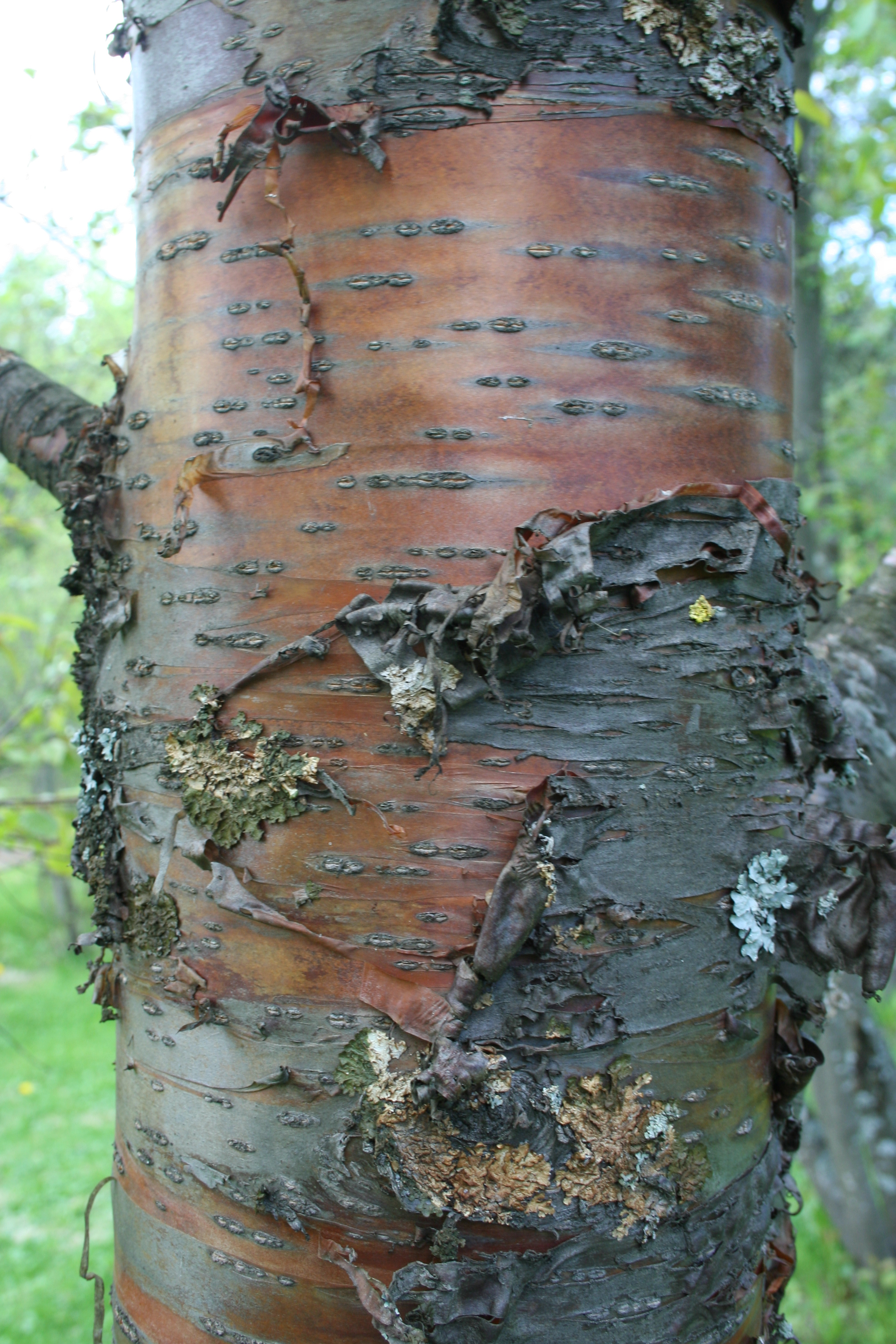
кора
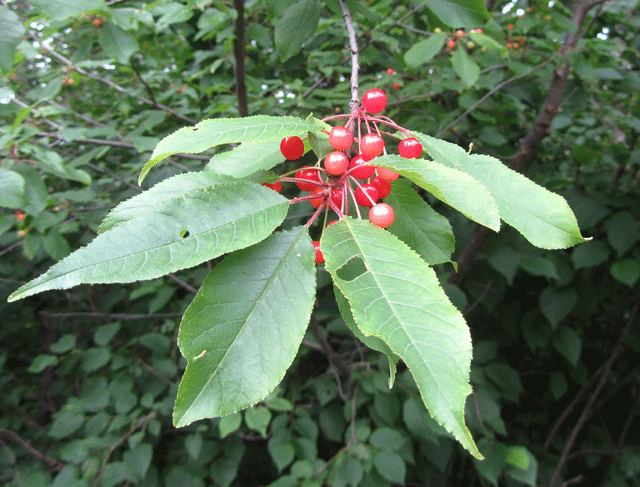
листя з плодами
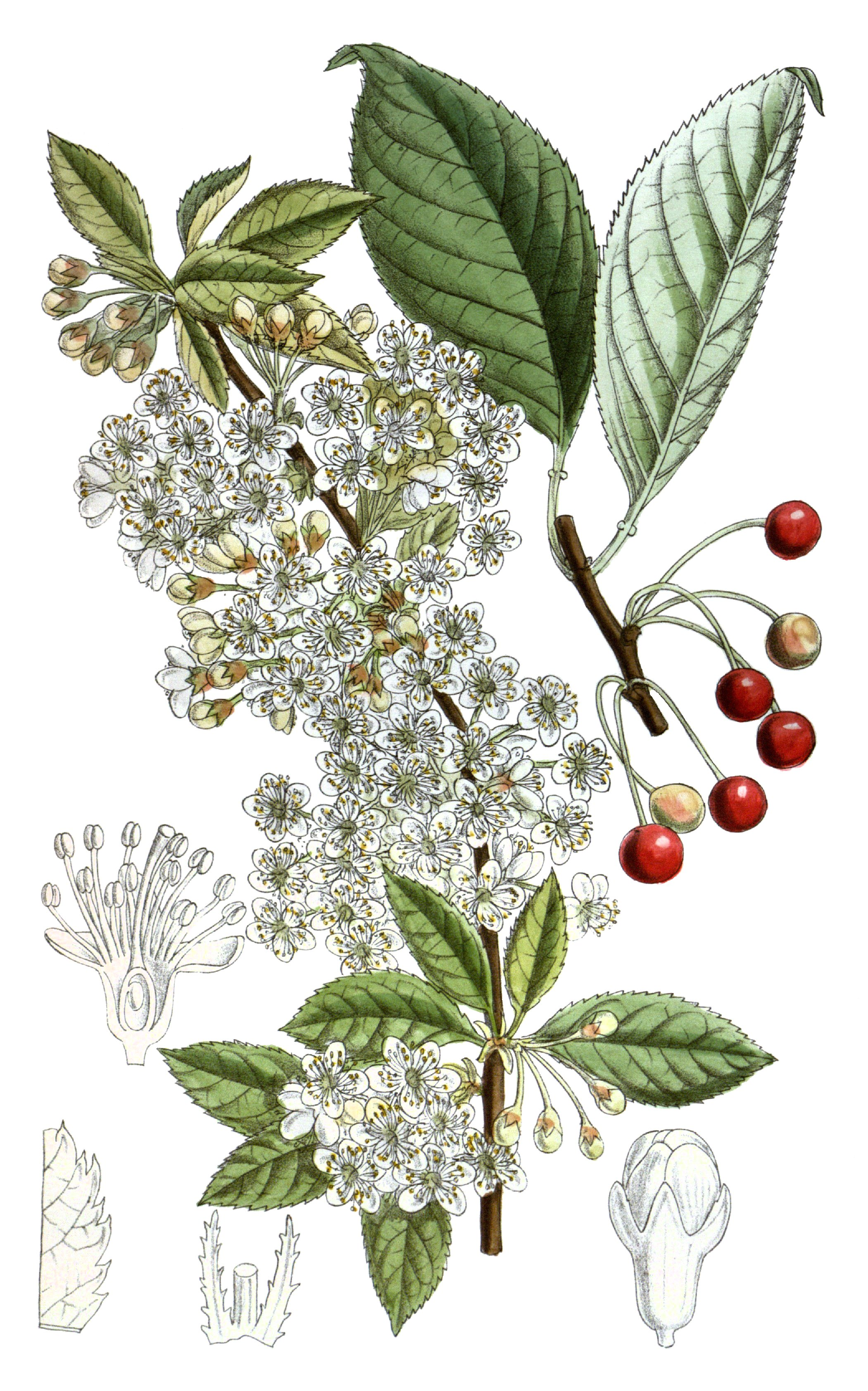
ілюстрація